# FAカップ

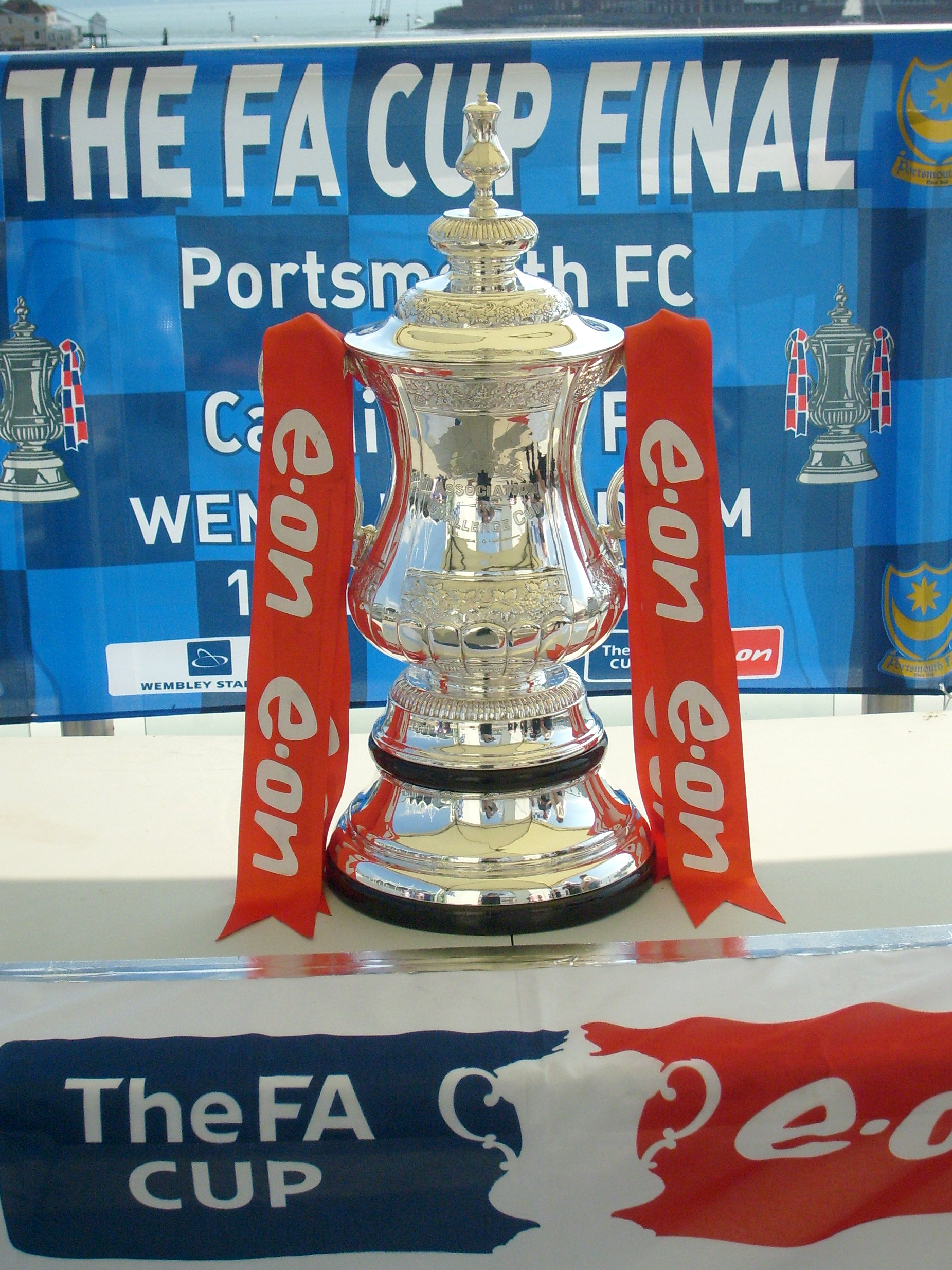
1911年から使われている優勝トロフィー

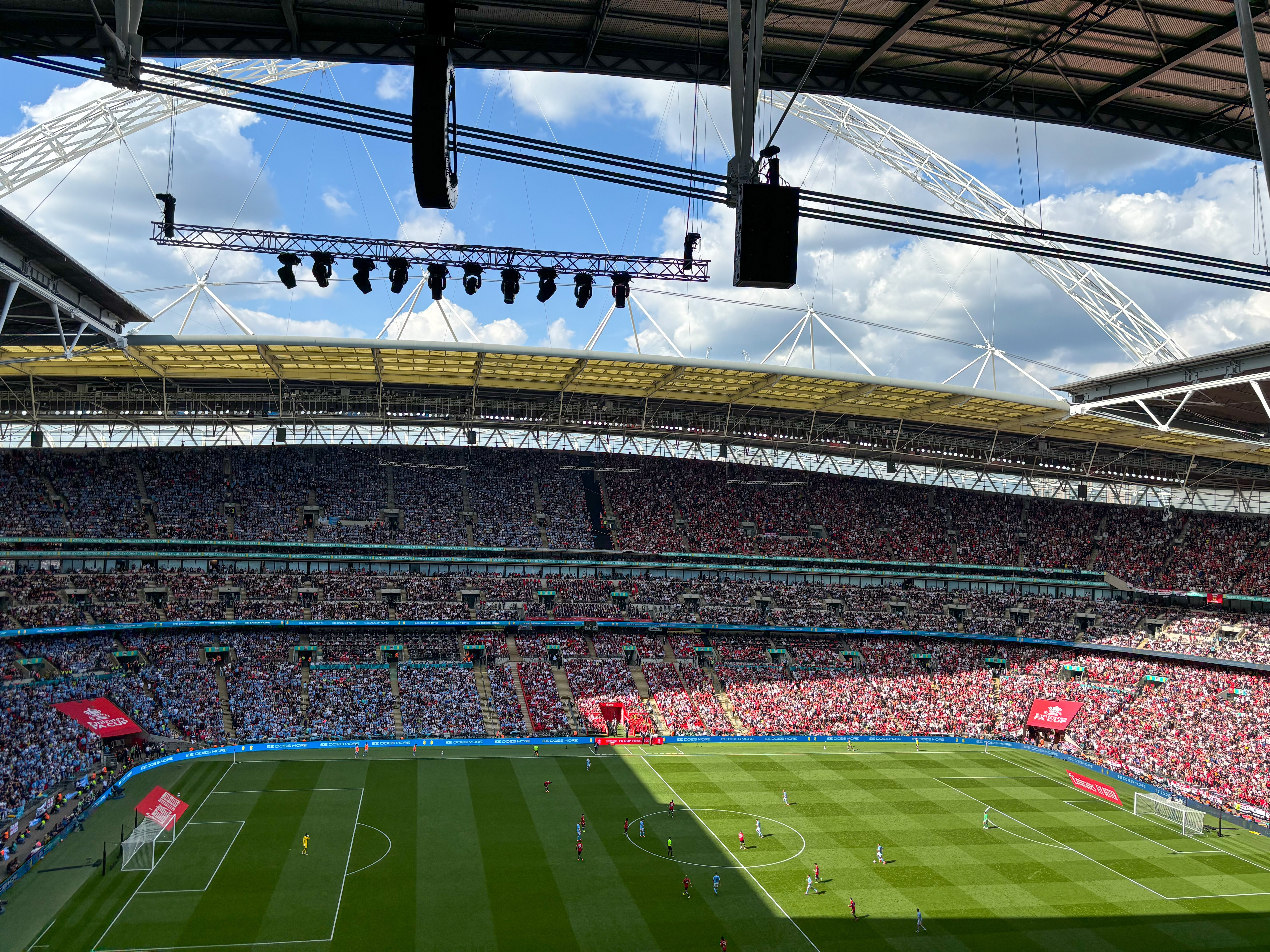
2024年のFAカップ決勝のスタジアム

FAカップ（The FA Cup、FA杯）は、1871年に創設されたイングランドで行われるサッカーのカップ戦である。
FAは"The Football Association"（ザ・フットボール・アソシエーション、最古のサッカー協会のため名称に国名がつかない）の頭文字から。
世界で最も歴史があるサッカーの大会であり、多くの国のカップ戦がこの大会をモデルにしている。

## 概要
プロ、アマに関係なく、FAに登録している全てのクラブに参加資格がある。ホーム・アンド・アウェー方式ではなく一発勝負で、どちらのホームでゲームを行うかも抽選時に決定するため波乱が起きやすく、番狂わせ（ジャイアント・キリング）も見所の1つ。2019-20シーズンまでは引き分けの場合、延長戦はなく、相手クラブのホームで再試合（リプレイ）を行っていた。以前は決着がつくまで何度もリプレイを行っていたが、第2試合が引き分けた場合は延長戦およびPK戦を行う。2020-21シーズンは新型コロナウイルス流行の影響により日程が圧迫されたことを受け、再試合制は廃止された。
準決勝以降の試合は中立地で行われる。準決勝は以前はマンチェスターとバーミンガムで行われていたが、2008年以降はロンドンのウェンブリー・スタジアムで開催されるようになった。そして決勝も同じくウェンブリー・スタジアムで開催される。2001年から2006年までは、ウェンブリーが改修工事中で使用不可であったため、決勝はウェールズのカーディフにあるミレニアム・スタジアムが使用されていた。なお、準決勝と決勝は90分で決着が着かなかった場合は延長戦およびPK戦を行い勝敗を決める。
決勝はプレミアリーグ終了後最初の土曜日に行われるのが通例であるが、2010-11シーズンはシーズン中の5月14日に行われた。これは、UEFAチャンピオンズリーグ 2010-11の決勝がウェンブリーで行われるため、UEFAの規定で決勝の2週間前からウェンブリーが使用できなくなるため。
決勝戦はFA総裁（President）であるイギリス王族が観戦することが慣例となっている。通常、キックオフ前セレモニーでは出場選手と審判のみがピッチに入場して整列するが、FAカップ決勝戦ではFA総裁らに挨拶のため、出場両クラブの監督も選手とともに入場整列する。試合後の表彰式では、FA総裁は準優勝クラブ各選手に準優勝メダルを、優勝クラブ各選手に優勝メダル、最後にキャプテンにFAカップを授与する。
優勝クラブには、翌シーズンのUEFAヨーロッパリーグ（UEL）出場権が与えられる。なお、優勝クラブがプレミアリーグでの成績によりUEFAチャンピオンズリーグ（UCL）の出場権を得ていた場合、UELの出場権はプレミアリーグにおいてUCLまたはUELの出場権を得ていない最上位クラブへ移譲される。

## スポンサー
| 年        | スポンサー     | 大会名称                            |
| --------- | -------------- | ----------------------------------- |
| 1871–1994 | スポンサーなし | The FA Cup                          |
| 1994–1998 | リトルウッズ   | The FA Cup sponsored by Littlewoods |
| 1998–2002 | アクサ         | The AXA-Sponsored FA Cup            |
| 2002–2006 | スポンサーなし | The FA Cup                          |
| 2006–2011 | E.ON           | The FA Cup sponsored by E.ON        |
| 2011–2014 | バドワイザー   | The FA Cup with Budweiser           |
| 2014–2015 | スポンサーなし | The FA Cup                          |
| 2015–現在 | エミレーツ航空 | The Emirates FA Cup                 |

公式マッチボールは2013年以降、ナイキが提供していたが、2018-2019シーズンからmitreが提供している。

## 歴代優勝クラブ
略号
| R    | 再試合                                                  |
| *    | 延長戦で決した試合                                      |
| †    | 延長戦後のPK戦で決した試合                              |
| 太字 | リーグ戦とのダブル                                      |
| 斜体 | 下部リーグ所属クラブ （フットボールリーグ創設は1888年） |

| シーズン | 優勝                                 | スコア    | 準優勝                                 | 会場                           | 観客数     |
| -------- | ------------------------------------ | --------- | -------------------------------------- | ------------------------------ | ---------- |
| 1871-72  | ワンダラーズ                         | 1–0       | ロイヤル・エンジニアーズ               | ケニントン・オーヴァル         | 2,000      |
| 1872-73  | ワンダラーズ                         | 2–0       | オックスフォード・ユニヴァーシティ     | リリー・ブリッジ               | 3,000      |
| 1873-74  | オックスフォード・ユニヴァーシティ   | 2–0       | ロイヤル・エンジニアーズ               | ケニントン・オーヴァル         | 2,000      |
| 1874-75  | ロイヤル・エンジニアーズ             | * 1–1 *   | オールド・イートニアンズ               | ケニントン・オーヴァル         | 2,000      |
| 1874-75  | ロイヤル・エンジニアーズ             | R 2–0 R   | オールド・イートニアンズ               | ケニントン・オーヴァル         | 3,000      |
| 1875-76  | ワンダラーズ                         | * 1–1 *   | オールド・イートニアンズ               | ケニントン・オーヴァル         | 3,500      |
| 1875-76  | ワンダラーズ                         | R 3–0 R   | オールド・イートニアンズ               | ケニントン・オーヴァル         | 1,500      |
| 1876-77  | ワンダラーズ                         | * 2–1 *   | オックスフォード・ユニヴァーシティ     | ケニントン・オーヴァル         | 3,000      |
| 1877-78  | ワンダラーズ                         | 3–1       | ロイヤル・エンジニアーズ               | ケニントン・オーヴァル         | 4,500      |
| 1878-79  | オールド・イートニアンズ             | 1–0       | クラパム・ローヴァーズ                 | ケニントン・オーヴァル         | 5,000      |
| 1879-80  | クラパム・ローヴァーズ               | 1–0       | オックスフォード・ユニヴァーシティ     | ケニントン・オーヴァル         | 6,000      |
| 1880-81  | オールド・カースジアンズ             | 3–0       | オールド・イートニアンズ               | ケニントン・オーヴァル         | 4,000      |
| 1881-82  | オールド・イートニアンズ             | 1–0       | ブラックバーン・ローヴァーズ           | ケニントン・オーヴァル         | 6,500      |
| 1882-83  | ブラックバーン・オリンピック         | * 2–1 *   | オールド・イートニアンズ               | ケニントン・オーヴァル         | 8,000      |
| 1883-84  | ブラックバーン・ローヴァーズ         | 2–1       | クイーンズ・パーク                     | ケニントン・オーヴァル         | 4,000      |
| 1884-85  | ブラックバーン・ローヴァーズ         | 2–0       | クイーンズ・パーク                     | ケニントン・オーヴァル         | 12,500     |
| 1885-86  | ブラックバーン・ローヴァーズ         | * 0–0 *   | ウェスト・ブロムウィッチ・アルビオン   | ケニントン・オーヴァル         | 15,000     |
| 1885-86  | ブラックバーン・ローヴァーズ         | R 2–0 R   | ウェスト・ブロムウィッチ・アルビオン   | レースコース・グラウンド       | 12,000     |
| 1886-87  | アストン・ヴィラ                     | 2–0       | ウェスト・ブロムウィッチ・アルビオン   | ケニントン・オーヴァル         | 15,500     |
| 1887-88  | ウェスト・ブロムウィッチ・アルビオン | 2–1       | プレストン・ノースエンド               | ケニントン・オーヴァル         | 19,000     |
| 1888-89  | プレストン・ノースエンド             | 3–0       | ウルヴァーハンプトン・ワンダラーズ     | ケニントン・オーヴァル         | 22,000     |
| 1889-90  | ブラックバーン・ローヴァーズ         | 6–1       | ザ・ウェンズデイ                       | ケニントン・オーヴァル         | 20,000     |
| 1890-91  | ブラックバーン・ローヴァーズ         | 3–1       | ノッツ・カウンティ                     | ケニントン・オーヴァル         | 23,000     |
| 1891-92  | ウェスト・ブロムウィッチ・アルビオン | 3–0       | アストン・ヴィラ                       | ケニントン・オーヴァル         | 32,810     |
| 1892-93  | ウルヴァーハンプトン・ワンダラーズ   | 1–0       | エヴァートン                           | ファローフィールド・スタジアム | 45,000     |
| 1893-94  | ノッツ・カウンティ                   | 4–1       | ボルトン・ワンダラーズ                 | グディソン・パーク             | 37,000     |
| 1894-95  | アストン・ヴィラ                     | 1–0       | ウェスト・ブロムウィッチ・アルビオン   | クリスタル・パレス             | 42,560     |
| 1895-96  | ザ・ウェンズデイ                     | 2–1       | ウルヴァーハンプトン・ワンダラーズ     | クリスタル・パレス             | 48,836     |
| 1896-97  | アストン・ヴィラ                     | 3–2       | エヴァートン                           | クリスタル・パレス             | 65,891     |
| 1897-98  | ノッティンガム・フォレスト           | 3–1       | ダービー・カウンティ                   | クリスタル・パレス             | 62,017     |
| 1898-99  | シェフィールド・ユナイテッド         | 4–1       | ダービー・カウンティ                   | クリスタル・パレス             | 73,833     |
| 1899-00  | ベリー                               | 4–0       | サウサンプトン                         | クリスタル・パレス             | 68,945     |
| 1900-01  | トッテナム・ホットスパー             | * 2–2 *   | シェフィールド・ユナイテッド           | クリスタル・パレス             | 110,820    |
| 1900-01  | トッテナム・ホットスパー             | R 3–1 R   | シェフィールド・ユナイテッド           | バーンデン・パーク             | 20,470     |
| 1901-02  | シェフィールド・ユナイテッド         | * 1–1 *   | サウサンプトン                         | クリスタル・パレス             | 76,914     |
| 1901-02  | シェフィールド・ユナイテッド         | R 2–1 R   | サウサンプトン                         | クリスタル・パレス             | 33,068     |
| 1902-03  | ベリー                               | 6–0       | ダービー・カウンティ                   | クリスタル・パレス             | 63,102     |
| 1903-04  | マンチェスター・シティ               | 1–0       | ボルトン・ワンダラーズ                 | クリスタル・パレス             | 61,374     |
| 1904-05  | アストン・ヴィラ                     | 2–0       | ニューカッスル・ユナイテッド           | クリスタル・パレス             | 101,117    |
| 1905-06  | エヴァートン                         | 1–0       | ニューカッスル・ユナイテッド           | クリスタル・パレス             | 75,609     |
| 1906-07  | ザ・ウェンズデイ                     | 2–1       | エヴァートン                           | クリスタル・パレス             | 84,594     |
| 1907-08  | ウルヴァーハンプトン・ワンダラーズ   | 3–1       | ニューカッスル・ユナイテッド           | クリスタル・パレス             | 74,697     |
| 1908-09  | マンチェスター・ユナイテッド         | 1–0       | ブリストル・シティ                     | クリスタル・パレス             | 71,401     |
| 1909-10  | ニューカッスル・ユナイテッド         | * 1–1 *   | バーンズリー                           | クリスタル・パレス             | 77,747     |
| 1909-10  | ニューカッスル・ユナイテッド         | R 2–0 R   | バーンズリー                           | グディソン・パーク             | 69,000     |
| 1910-11  | ブラッドフォード・シティ             | * 0–0 *   | ニューカッスル・ユナイテッド           | クリスタル・パレス             | 69,068     |
| 1910-11  | ブラッドフォード・シティ             | R 1–0 R   | ニューカッスル・ユナイテッド           | オールド・トラッフォード       | 58,000     |
| 1911-12  | バーンズリー                         | * 0–0 *   | ウェスト・ブロムウィッチ・アルビオン   | クリスタル・パレス             | 54,556     |
| 1911-12  | バーンズリー                         | R 1–0 R   | ウェスト・ブロムウィッチ・アルビオン   | ブランメル・レーン             | 38,555     |
| 1912-13  | アストン・ヴィラ                     | 1–0       | サンダーランド                         | クリスタル・パレス             | 121,919    |
| 1913-14  | バーンリー                           | 1–0       | リヴァプール                           | クリスタル・パレス             | 72,778     |
| 1914-15  | シェフィールド・ユナイテッド         | 3–0       | チェルシー                             | オールド・トラッフォード       | 49,557     |
| 1919-20  | アストン・ヴィラ                     | * 1–0 *   | ハダースフィールド・タウン             | スタンフォード・ブリッジ       | 50,018     |
| 1920-21  | トッテナム・ホットスパー             | 1–0       | ウルヴァーハンプトン・ワンダラーズ     | スタンフォード・ブリッジ       | 72,805     |
| 1921-22  | ハダースフィールド・タウン           | 1–0       | プレストン・ノースエンド               | スタンフォード・ブリッジ       | 53,000     |
| 1922-23  | ボルトン・ワンダラーズ               | 2–0       | ウェストハム・ユナイテッド             | ウェンブリー・スタジアム（旧） | 126,047[A] |
| 1923-24  | ニューカッスル・ユナイテッド         | 2–0       | アストン・ヴィラ                       | ウェンブリー・スタジアム（旧） | 91,695     |
| 1924-25  | シェフィールド・ユナイテッド         | 1–0       | カーディフ・シティ                     | ウェンブリー・スタジアム（旧） | 91,763     |
| 1925-26  | ボルトン・ワンダラーズ               | 1–0       | マンチェスター・シティ                 | ウェンブリー・スタジアム（旧） | 91,447     |
| 1926-27  | カーディフ・シティ                   | 1–0       | アーセナル                             | ウェンブリー・スタジアム（旧） | 91,206     |
| 1927-28  | ブラックバーン・ローヴァーズ         | 3–1       | ハダースフィールド・タウン             | ウェンブリー・スタジアム（旧） | 92,041     |
| 1928-29  | ボルトン・ワンダラーズ               | 2–0       | ポーツマス                             | ウェンブリー・スタジアム（旧） | 92,576     |
| 1929-30  | アーセナル                           | 2–0       | ハダースフィールド・タウン             | ウェンブリー・スタジアム（旧） | 92,488     |
| 1930-31  | ウェスト・ブロムウィッチ・アルビオン | 3–1       | バーミンガム・シティ                   | ウェンブリー・スタジアム（旧） | 92,406     |
| 1931-32  | ニューカッスル・ユナイテッド         | 2–1       | アーセナル                             | ウェンブリー・スタジアム（旧） | 92,298     |
| 1932-33  | エヴァートン                         | 3–0       | マンチェスター・シティ                 | ウェンブリー・スタジアム（旧） | 92,950     |
| 1933-34  | マンチェスター・シティ               | 2–1       | ポーツマス                             | ウェンブリー・スタジアム（旧） | 93,258     |
| 1934-35  | シェフィールド・ウェンズデイ         | 4–2       | ウェスト・ブロムウィッチ・アルビオン   | ウェンブリー・スタジアム（旧） | 93,204     |
| 1935-36  | アーセナル                           | 1–0       | シェフィールド・ユナイテッド           | ウェンブリー・スタジアム（旧） | 93,384     |
| 1936-37  | サンダーランド                       | 3–1       | プレストン・ノースエンド               | ウェンブリー・スタジアム（旧） | 93,495     |
| 1937-38  | プレストン・ノースエンド             | * 1–0 *   | ハダースフィールド・タウン             | ウェンブリー・スタジアム（旧） | 93,497     |
| 1938-39  | ポーツマス                           | 4–1       | ウルヴァーハンプトン・ワンダラーズ     | ウェンブリー・スタジアム（旧） | 99,370     |
| 1945-46  | ダービー・カウンティ                 | * 4–1 *   | チャールトン・アスレティック           | ウェンブリー・スタジアム（旧） | 98,000     |
| 1946-47  | チャールトン・アスレティック         | * 1–0 *   | バーンリー                             | ウェンブリー・スタジアム（旧） | 99,000     |
| 1947-48  | マンチェスター・ユナイテッド         | 4–2       | ブラックプール                         | ウェンブリー・スタジアム（旧） | 99,000     |
| 1948-49  | ウルヴァーハンプトン・ワンダラーズ   | 3–1       | レスター・シティ                       | ウェンブリー・スタジアム（旧） | 99,500     |
| 1949-50  | アーセナル                           | 2–0       | リヴァプール                           | ウェンブリー・スタジアム（旧） | 100,000    |
| 1950-51  | ニューカッスル・ユナイテッド         | 2–0       | ブラックプール                         | ウェンブリー・スタジアム（旧） | 100,000    |
| 1951-52  | ニューカッスル・ユナイテッド         | 1–0       | アーセナル                             | ウェンブリー・スタジアム（旧） | 100,000    |
| 1952-53  | ブラックプール                       | 4–3       | ボルトン・ワンダラーズ                 | ウェンブリー・スタジアム（旧） | 100,000    |
| 1953-54  | ウェスト・ブロムウィッチ・アルビオン | 3–2       | プレストン・ノースエンド               | ウェンブリー・スタジアム（旧） | 100,000    |
| 1954-55  | ニューカッスル・ユナイテッド         | 3–1       | マンチェスター・シティ                 | ウェンブリー・スタジアム（旧） | 100,000    |
| 1955-56  | マンチェスター・シティ               | 3–1       | バーミンガム・シティ                   | ウェンブリー・スタジアム（旧） | 100,000    |
| 1956-57  | アストン・ヴィラ                     | 2–1       | マンチェスター・ユナイテッド           | ウェンブリー・スタジアム（旧） | 100,000    |
| 1957-58  | ボルトン・ワンダラーズ               | 2–0       | マンチェスター・ユナイテッド           | ウェンブリー・スタジアム（旧） | 100,000    |
| 1958-59  | ノッティンガム・フォレスト           | 2–1       | ルートン・タウン                       | ウェンブリー・スタジアム（旧） | 100,000    |
| 1959-60  | ウルヴァーハンプトン・ワンダラーズ   | 3–0       | ブラックバーン・ローヴァーズ           | ウェンブリー・スタジアム（旧） | 100,000    |
| 1960-61  | トッテナム・ホットスパー             | 2–0       | レスター・シティ                       | ウェンブリー・スタジアム（旧） | 100,000    |
| 1961-62  | トッテナム・ホットスパー             | 3–1       | バーンリー                             | ウェンブリー・スタジアム（旧） | 100,000    |
| 1962-63  | マンチェスター・ユナイテッド         | 3–1       | レスター・シティ                       | ウェンブリー・スタジアム（旧） | 100,000    |
| 1963-64  | ウェストハム・ユナイテッド           | 3–2       | プレストン・ノースエンド               | ウェンブリー・スタジアム（旧） | 100,000    |
| 1964-65  | リヴァプール                         | * 2–1 *   | リーズ・ユナイテッド                   | ウェンブリー・スタジアム（旧） | 100,000    |
| 1965-66  | エヴァートン                         | 3–2       | シェフィールド・ウェンズデイ           | ウェンブリー・スタジアム（旧） | 100,000    |
| 1966-67  | トッテナム・ホットスパー             | 2–1       | チェルシー                             | ウェンブリー・スタジアム（旧） | 100,000    |
| 1967-68  | ウェスト・ブロムウィッチ・アルビオン | * 1–0 *   | エヴァートン                           | ウェンブリー・スタジアム（旧） | 100,000    |
| 1968-69  | マンチェスター・シティ               | 1–0       | レスター・シティ                       | ウェンブリー・スタジアム（旧） | 100,000    |
| 1969-70  | チェルシー                           | * 2–2 *   | リーズ・ユナイテッド                   | ウェンブリー・スタジアム（旧） | 100,000    |
| 1969-70  | チェルシー                           | *R 2–1 *R | リーズ・ユナイテッド                   | オールド・トラッフォード       | 62,078     |
| 1970-71  | アーセナル                           | * 2–1 *   | リヴァプール                           | ウェンブリー・スタジアム（旧） | 100,000    |
| 1971-72  | リーズ・ユナイテッド                 | 1–0       | アーセナル                             | ウェンブリー・スタジアム（旧） | 100,000    |
| 1972-73  | サンダーランド                       | 1–0       | リーズ・ユナイテッド                   | ウェンブリー・スタジアム（旧） | 100,000    |
| 1973-74  | リヴァプール                         | 3–0       | ニューカッスル・ユナイテッド           | ウェンブリー・スタジアム（旧） | 100,000    |
| 1974-75  | ウェストハム・ユナイテッド           | 2–0       | フラム                                 | ウェンブリー・スタジアム（旧） | 100,000    |
| 1975-76  | サウサンプトン                       | 1–0       | マンチェスター・ユナイテッド           | ウェンブリー・スタジアム（旧） | 100,000    |
| 1976-77  | マンチェスター・ユナイテッド         | 2–1       | リヴァプール                           | ウェンブリー・スタジアム（旧） | 100,000    |
| 1977-78  | イプスウィッチ・タウン               | 1–0       | アーセナル                             | ウェンブリー・スタジアム（旧） | 100,000    |
| 1978-79  | アーセナル                           | 3–2       | マンチェスター・ユナイテッド           | ウェンブリー・スタジアム（旧） | 100,000    |
| 1979-80  | ウェストハム・ユナイテッド           | 1–0       | アーセナル                             | ウェンブリー・スタジアム（旧） | 100,000    |
| 1980-81  | トッテナム・ホットスパー             | * 1–1 *   | マンチェスター・シティ                 | ウェンブリー・スタジアム（旧） | 100,000    |
| 1980-81  | トッテナム・ホットスパー             | R 3–2 R   | マンチェスター・シティ                 | ウェンブリー・スタジアム（旧） | 92,000     |
| 1981-82  | トッテナム・ホットスパー             | * 1–1 *   | クイーンズ・パーク・レンジャーズ       | ウェンブリー・スタジアム（旧） | 100,000    |
| 1981-82  | トッテナム・ホットスパー             | R 1–0 R   | クイーンズ・パーク・レンジャーズ       | ウェンブリー・スタジアム（旧） | 90,000     |
| 1982-83  | マンチェスター・ユナイテッド         | * 2–2 *   | ブライトン・アンド・ホーヴ・アルビオン | ウェンブリー・スタジアム（旧） | 100,000    |
| 1982-83  | マンチェスター・ユナイテッド         | R 4–0 R   | ブライトン・アンド・ホーヴ・アルビオン | ウェンブリー・スタジアム（旧） | 100,000    |
| 1983-84  | エヴァートン                         | 2–0       | ワトフォード                           | ウェンブリー・スタジアム（旧） | 100,000    |
| 1984-85  | マンチェスター・ユナイテッド         | * 1–0 *   | エヴァートン                           | ウェンブリー・スタジアム（旧） | 100,000    |
| 1985-86  | リヴァプール                         | 3–1       | エヴァートン                           | ウェンブリー・スタジアム（旧） | 98,000     |
| 1986-87  | コヴェントリー・シティ               | * 3–2 *   | トッテナム・ホットスパー               | ウェンブリー・スタジアム（旧） | 98,000     |
| 1987-88  | ウィンブルドン                       | 1–0       | リヴァプール                           | ウェンブリー・スタジアム（旧） | 98,203     |
| 1988-89  | リヴァプール                         | * 3–2 *   | エヴァートン                           | ウェンブリー・スタジアム（旧） | 82,500     |
| 1989-90  | マンチェスター・ユナイテッド         | * 3–3 *   | クリスタル・パレス                     | ウェンブリー・スタジアム（旧） | 80,000     |
| 1989-90  | マンチェスター・ユナイテッド         | R 1–0 R   | クリスタル・パレス                     | ウェンブリー・スタジアム（旧） | 80,000     |
| 1990-91  | トッテナム・ホットスパー             | * 2–1 *   | ノッティンガム・フォレスト             | ウェンブリー・スタジアム（旧） | 80,000     |
| 1991-92  | リヴァプール                         | 2–0       | サンダーランド                         | ウェンブリー・スタジアム（旧） | 80,000     |
| 1992-93  | アーセナル                           | * 1–1 *   | シェフィールド・ウェンズデイ           | ウェンブリー・スタジアム（旧） | 79,347     |
| 1992-93  | アーセナル                           | R 2–1 R   | シェフィールド・ウェンズデイ           | ウェンブリー・スタジアム（旧） | 62,267     |
| 1993-94  | マンチェスター・ユナイテッド         | 4–0       | チェルシー                             | ウェンブリー・スタジアム（旧） | 79,634     |
| 1994-95  | エヴァートン                         | 1–0       | マンチェスター・ユナイテッド           | ウェンブリー・スタジアム（旧） | 79,592     |
| 1995-96  | マンチェスター・ユナイテッド         | 1–0       | リヴァプール                           | ウェンブリー・スタジアム（旧） | 79,007     |
| 1996-97  | チェルシー                           | 2–0       | ミドルスブラ                           | ウェンブリー・スタジアム（旧） | 79,160     |
| 1997-98  | アーセナル                           | 2–0       | ニューカッスル・ユナイテッド           | ウェンブリー・スタジアム（旧） | 79,183     |
| 1998-99  | マンチェスター・ユナイテッド         | 2–0       | ニューカッスル・ユナイテッド           | ウェンブリー・スタジアム（旧） | 79,101     |
| 1999-00  | チェルシー                           | 1–0       | アストン・ヴィラ                       | ウェンブリー・スタジアム（旧） | 78,217     |
| 2000-01  | リヴァプール                         | 2–1       | アーセナル                             | ミレニアム・スタジアム         | 72,500     |
| 2001-02  | アーセナル                           | 2–0       | チェルシー                             | ミレニアム・スタジアム         | 73,963     |
| 2002-03  | アーセナル                           | 1–0       | サウサンプトン                         | ミレニアム・スタジアム         | 73,726     |
| 2003-04  | マンチェスター・ユナイテッド         | 3–0       | ミルウォール                           | ミレニアム・スタジアム         | 71,350     |
| 2004-05  | アーセナル                           | † 0–0 †   | マンチェスター・ユナイテッド           | ミレニアム・スタジアム         | 71,876     |
| 2005-06  | リヴァプール                         | † 3–3 †   | ウェストハム・ユナイテッド             | ミレニアム・スタジアム         | 71,140     |
| 2006-07  | チェルシー                           | * 1–0 *   | マンチェスター・ユナイテッド           | ウェンブリー・スタジアム（新） | 89,826     |
| 2007-08  | ポーツマス                           | 1–0       | カーディフ・シティ                     | ウェンブリー・スタジアム（新） | 89,874     |
| 2008-09  | チェルシー                           | 2–1       | エヴァートン                           | ウェンブリー・スタジアム（新） | 89,391     |
| 2009-10  | チェルシー                           | 1–0       | ポーツマス                             | ウェンブリー・スタジアム（新） | 88,335     |
| 2010-11  | マンチェスター・シティ               | 1–0       | ストーク・シティ                       | ウェンブリー・スタジアム（新） | 88,643     |
| 2011-12  | チェルシー                           | 2–1       | リヴァプール                           | ウェンブリー・スタジアム（新） | 89,102     |
| 2012-13  | ウィガン・アスレティック             | 1–0       | マンチェスター・シティ                 | ウェンブリー・スタジアム（新） | 86,254     |
| 2013-14  | アーセナル                           | * 3–2 *   | ハル・シティ                           | ウェンブリー・スタジアム（新） | 89,345     |
| 2014-15  | アーセナル                           | 4–0       | アストン・ヴィラ                       | ウェンブリー・スタジアム（新） | 89,283     |
| 2015-16  | マンチェスター・ユナイテッド         | * 2–1 *   | クリスタル・パレス                     | ウェンブリー・スタジアム（新） | 88,619     |
| 2016-17  | アーセナル                           | 2–1       | チェルシー                             | ウェンブリー・スタジアム（新） | 89,472     |
| 2017-18  | チェルシー                           | 1–0       | マンチェスター・ユナイテッド           | ウェンブリー・スタジアム（新） | 87,647     |
| 2018-19  | マンチェスター・シティ               | 6–0       | ワトフォード                           | ウェンブリー・スタジアム（新） | 85,854     |
| 2019-20  | アーセナル                           | 2–1       | チェルシー                             | ウェンブリー・スタジアム（新） | 0 [B]      |
| 2020-21  | レスター・シティ                     | 1–0       | チェルシー                             | ウェンブリー・スタジアム（新） | 21,000     |
| 2021-22  | リヴァプール                         | † 0–0 †   | チェルシー                             | ウェンブリー・スタジアム（新） | 84,897     |
| 2022-23  | マンチェスター・シティ               | 2–1       | マンチェスター・ユナイテッド           | ウェンブリー・スタジアム（新） | 83,179     |
| 2023-24  | マンチェスター・ユナイテッド         | 2–1       | マンチェスター・シティ                 | ウェンブリー・スタジアム（新） | 84,814     |
| 2024-25  | クリスタル・パレス                   | 1–0       | マンチェスター・シティ                 | ウェンブリー・スタジアム（新） | 84,163     |

A. ^ 1923年決勝は公式には観客数が126,047人と報告されているが、実際の観客数は150,000人から300,000人の間であったと思われている。
B. ^ 新型コロナウイルス感染拡大防止のための措置。

## クラブ別優勝回数
| クラブチーム                           | 優勝 | 優勝シーズン | 準優勝 | 準優勝シーズン                                                                  |
| -------------------------------------- | ---- | --- | ------ | ------------------------------------------------------------------------------- |
| アーセナル                             | 14   | 1929–30, 1935–36, 1949–50, 1970–71, 1978–79, 1992–93, 1997–98, 2001–02, 2002–03, 2004–05, 2013–14, 2014–15, 2016–17, 2019–20 | 7      | 1926–27, 1931–32, 1951–52, 1971–72, 1977–78, 1979–80, 2000–01                   |
| マンチェスター・ユナイテッド           | 13   | 1908–09, 1947–48, 1962–63, 1976–77, 1982–83, 1984–85, 1989–90, 1993–94, 1995–96, 1998–99, 2003–04, 2015–16, 2023–24          | 9      | 1956–57, 1957–58, 1975–76, 1978–79, 1994–95, 2004–05, 2006–07, 2017–18, 2022–23 |
| チェルシー                             | 8    | 1969–70, 1996–97, 1999–00, 2006–07, 2008–09, 2009–10, 2011–12, 2017–18                                                       | 8      | 1914–15, 1966–67, 1993–94, 2001–02, 2016–17, 2019–20, 2020–21, 2021–22          |
| リヴァプール                           | 8    | 1964–65, 1973–74, 1985–86, 1988–89, 1991–92, 2000–01, 2005–06, 2021–22                                                       | 7      | 1913–14, 1949–50, 1970–71, 1976–77, 1987–88, 1995–96, 2011–12                   |
| トッテナム・ホットスパー               | 8    | 1900–01, 1920–21, 1960–61, 1961–62, 1966–67, 1980–81, 1981–82, 1990–91                                                       | 1      | 1986–87                                                                         |
| マンチェスター・シティ                 | 7    | 1903–04, 1933–34, 1955–56, 1968–69, 2010–11, 2018–19, 2022–23                                                                | 7      | 1925–26, 1932–33, 1954–55, 1980–81, 2012–13, 2023–24, 2024–25                   |
| アストン・ヴィラ                       | 7    | 1886–87, 1894–95, 1896–97, 1904–05, 1912–13, 1919–20, 1956–57                                                                | 4      | 1891–92, 1923–24, 1999–00, 2014–15                                              |
| ニューカッスル・ユナイテッド           | 6    | 1909–10, 1923–24, 1931–32, 1950–51, 1951–52, 1954–55                                                                         | 7      | 1904–05, 1905–06, 1907–08, 1910–11, 1973–74, 1997–98, 1998–99                   |
| ブラックバーン・ローヴァーズ           | 6    | 1883–84, 1884–85, 1885–86, 1889–90, 1890–91, 1927–28                                                                         | 2      | 1881–82, 1959–60                                                                |
| エヴァートン                           | 5    | 1905–06, 1932–33, 1965–66, 1983–84, 1994–95                                                                                  | 8      | 1892–93, 1896–97, 1906–07, 1967–68, 1984–85, 1985–86, 1988–89, 2008–09          |
| ウェスト・ブロムウィッチ・アルビオン   | 5    | 1887–88, 1891–92, 1930–31, 1953–54, 1967–68                                                                                  | 5      | 1885–86, 1886–87, 1894–95, 1911–12, 1934–35                                     |
| ワンダラーズ                           | 5    | 1871–72, 1872–73, 1875–76, 1876–77, 1877–78                                                                                  | 0      | —                                                                               |
| ウルヴァーハンプトン・ワンダラーズ     | 4    | 1892–93, 1907–08, 1948–49, 1959–60                                                                                           | 4      | 1888–89, 1895–96, 1920–21, 1938–39                                              |
| ボルトン・ワンダラーズ                 | 4    | 1922–23, 1925–26, 1928–29, 1957–58                                                                                           | 3      | 1893–94, 1903–04, 1952–53                                                       |
| シェフィールド・ユナイテッド           | 4    | 1898–99, 1901–02, 1914–15, 1924–25                                                                                           | 2      | 1900–01, 1935–36                                                                |
| シェフィールド・ウェンズデイ           | 3    | 1895–96, 1906–07, 1934–35 | 3      | 1889–90, 1965–66, 1992–93                                                       |
| ウェストハム・ユナイテッド             | 3    | 1963–64, 1974–75, 1979–80 | 2      | 1922–23, 2005–06                                                                |
| プレストン・ノースエンド               | 2    | 1888–89, 1937–38 | 5      | 1887–88, 1921–22, 1936–37, 1953–54, 1963–64                                     |
| オールド・イートニアンズ               | 2    | 1878–79, 1881–82 | 4      | 1874–75, 1875–76, 1880–81, 1882–83                                              |
| ポーツマス                             | 2    | 1938–39, 2007–08 | 3      | 1928–29, 1933–34, 2009–10                                                       |
| サンダーランド                         | 2    | 1936–37, 1972–73 | 2      | 1912–13, 1991–92                                                                |
| ノッティンガム・フォレスト             | 2    | 1897–98, 1958–59 | 1      | 1990–91                                                                         |
| ベリー                                 | 2    | 1899–00, 1902–03 | 0      | —                                                                               |
| ハダースフィールド・タウン             | 1    | 1921–22 | 4      | 1919–20, 1927–28, 1929–30, 1937–38                                              |
| レスター・シティ                       | 1    | 2020–21 | 4      | 1948–49, 1960–61, 1962–63, 1968–69                                              |
| オックスフォード・ユニヴァーシティ     | 1    | 1873–74 | 3      | 1872–73, 1876–77, 1879–80                                                       |
| ロイヤル・エンジニアーズ               | 1    | 1874–75 | 3      | 1871–72, 1873–74, 1877–78                                                       |
| ダービー・カウンティ                   | 1    | 1945–46 | 3      | 1897–98, 1898–99, 1902–03                                                       |
| リーズ・ユナイテッド                   | 1    | 1971–72 | 3      | 1964–65, 1969–70, 1972–73                                                       |
| サウサンプトン                         | 1    | 1975–76 | 3      | 1899–00, 1901–02, 2002–03                                                       |
| バーンリー                             | 1    | 1913–14 | 2      | 1946–47, 1961–62                                                                |
| カーディフ・シティ                     | 1    | 1926–27 | 2      | 1924–25, 2007–08                                                                |
| ブラックプール                         | 1    | 1952–53 | 2      | 1947–48, 1950–51                                                                |
| クリスタル・パレス                     | 1    | 2024–25 | 2      | 1989–90, 2015–16                                                                |
| クラパム・ローヴァーズ                 | 1    | 1879–80 | 1      | 1878–79                                                                         |
| ノッツ・カウンティ                     | 1    | 1893–94 | 1      | 1890–91                                                                         |
| バーンズリー                           | 1    | 1911–12 | 1      | 1909–10                                                                         |
| チャールトン・アスレティック           | 1    | 1946–47 | 1      | 1945–46                                                                         |
| オールド・カースジアンズ               | 1    | 1880–81 | 0      | —                                                                               |
| ブラックバーン・オリンピック           | 1    | 1882–83 | 0      | —                                                                               |
| ブラッドフォード・シティ               | 1    | 1910–11 | 0      | —                                                                               |
| イプスウィッチ・タウン                 | 1    | 1977–78 | 0      | —                                                                               |
| コヴェントリー・シティ                 | 1    | 1986–87 | 0      | —                                                                               |
| ウィンブルドン                         | 1    | 1987–88 | 0      | —                                                                               |
| ウィガン・アスレティック               | 1    | 2012–13 | 0      | —                                                                               |
| クイーンズ・パーク                     | 0    | — | 2      | 1883–84, 1884–85                                                                |
| バーミンガム・シティ                   | 0    | — | 2      | 1930–31, 1955–56                                                                |
| ワトフォード                           | 0    | — | 2      | 1983–84, 2018–19                                                                |
| ブリストル・シティ                     | 0    | — | 1      | 1908–09                                                                         |
| ルートン・タウン                       | 0    | — | 1      | 1958–59                                                                         |
| フラム                                 | 0    | — | 1      | 1974–75                                                                         |
| クイーンズ・パーク・レンジャーズ       | 0    | — | 1      | 1981–82                                                                         |
| ブライトン・アンド・ホーヴ・アルビオン | 0    | — | 1      | 1982–83                                                                         |
| ミドルスブラ                           | 0    | — | 1      | 1996–97                                                                         |
| ミルウォール                           | 0    | — | 1      | 2003–04                                                                         |
| ストーク・シティ                       | 0    | — | 1      | 2010–11                                                                         |
| ハル・シティ                           | 0    | — | 1      | 2013–14                                                                         |